# 拟楔形舞蛛
拟楔形舞蛛（学名：Alopecosa pseudocuneata）为狼蛛科舞蛛属的动物。在中国大陆，分布于甘肃等地。该物种的模式产地在甘肃。